# Sembat VI Bagratuni
Sembat VI Bagratouni (en armenio: Սմբատ Զ Բագրատունի; nacido c. 670, fallecido en 726) fue un príncipe de Armenia de la familia Bagratuni que gobernó entre 691 y 711.

## Biografía
Sembat era hijo de Varaztirots III Bagratuni, muerto por los bizantinos alrededor de 675..
Después de la muerte de Achot II Bagratuni en la guerra contra el emperador bizantino Justiniano II, este último ocupó el país y nombró a Narsés V Camsaracano príncipe de Armenia. Pero el califa omeya Abd al-Málik volvió a tomar poco después el control del país y nombró a Sembat VI príncipe de Armenia. Para vengar a su padre, hizo ejecutar a todos los bizantinos que vivían en Armenia. Pero debió enfrentarse a un ejército árabe, conducido por Mohammed ibn-Merwan, que asoló el país para reemplazarlo bajo la autoridad directa del califa. Su lugarteniente Abd Allah Ibn Hatim al-Bahili quiso poner fin a las revueltas armenias y capturó a los principales líderes religiosos y príncipes armenios, incluido Sembat en 695, que estuvo bajo arresto domiciliario en Damasco.
Fue liberado en 697 y tuvo que luchar al año siguiente contra un ejército bizantino enviado por Tiberio III. La batalla entre los dos ejércitos, bizantinos y armenios, los dejó exhaustos. Atacó a Mohammed ibn-Merwan y lo derrota, pero ante la amenaza árabe trata de buscar una alianza con los griegos. El emperador Tiberio III le nombró curopalate y Sembat gobernó Armenia en nombre de Bizancio. Negoció la paz con el califa Abd al-Málik, pero con la muerte de este último y el advenimiento de su sucesor, al-Walid I, los enfrentamientos se reanudaron. Sembat nuevamente se alía con los bizantinos, y busca la paz con el califa, aceptando la soberanía árabe, y renuncia a su cargo de príncipe y se retira a sus dominios. Armenia entonces, es dirigida por un gobernador árabe, Abd al-Aziz ibn Hatim al-Bahili.
Sembat dejó muchos hijos, pero sería su sobrino Achot III Bagratuni quien se convertiría en ichján de la casa Bagratuni.